# 科沙里 (科諾托普區)
51°0′49″N 33°13′55″E / 51.01361°N 33.23194°E
科沙雷是位於烏克蘭東北部的村莊，由蘇梅州科諾托普區的波皮夫卡市鎮負責管轄。該村距離安德里伊夫西克和涅恰伊夫西克1公里，海拔高度160米，2001年人口1,016。